# Niederbachheim
Niederbachheim település Németországban, Rajna-vidék-Pfalz tartományban. Lakosainak száma 272 fő (2023. december 31.).

## Népesség
A település népességének változása:
| Lakosok száma | 221  | 257  | 259  | 278  | 273  | 275  | 272  |
|               | 1975 | 2014 | 2017 | 2019 | 2021 | 2022 | 2023 |